# L'Immortel Vagabond

L'Immortel Vagabond (Der unsterbliche Lump) est un film musical allemand en noir et blanc réalisé par Gustav Ucicky et Joe May, sorti en 1930.

## Synopsis
L'instituteur d'un village tyrolien rêve de devenir compositeur d'opérettes.

## Fiche technique
- Titre : L'Immortel Vagabond
- Titre original : Der unsterbliche Lump
- Réalisation : Gustav Ucicky, Joe May
- Scénario : Karl Hartl, Robert Liebmann
- Cinématographie : Carl Hoffmann
- Direction artistique : Robert Herlth, Walter Röhrig
- Musique : Felix Dörmann, Edmund Eysler, Ralph Benatzky
- Costumes : Alexandre Arnstam
- Maquillage : Ernst Schülke, Wilhelm Weber
- Son : Hermann Fritzsching, Uwe Jens Krafft, Fritz Thiery
- Pays de production :  République de Weimar
- Société de production : UFA
- Producteurs : Joe May, Günther Stapenhorst
- Distribution : UFA
- Format : noir et blanc - 1,20:1 - son : Mono (UFAtone)
- Durée : 97 min, 2 644 mètres
- Dates de sortie :
  - République de Weimar : 21 février 1930
  - France : 21 novembre 1930

## Distribution
- Liane Haid : Anna Annerl
- Gustav Fröhlich : Hans Ritter
- Hans Adalbert : Franz Lechner
- Karl Gerhardt : 	Reisleitner
- Attila Hörbiger : inconnu
- Paul Hörbiger : inconnu
- Weiß-Ferdl : inconnu
- Max Wogritsch : inconnu
- Ernst Behmer : inconnu
- Julius Falkenstein : inconnu
- Jaro Fürth	: inconnu
- Lutz Götz : inconnu
- Fritz Greiner : inconnu
- Paul Henckels :	inconnu
- Rudolf Meinhardt-Jünger : inconnu
- Karl Platen : inconnu
- Oskar Sima : inconnu